# Cyclocross-Weltmeisterschaften 2000
Die Cyclocross-Weltmeisterschaften 2000 wurden am 28. und 29. Januar im niederländischen Sint-Michielsgestel ausgetragen, wo auch jährlich der Veldrit Sint-Michielsgestel stattfand, allerdings auf einem anderen Parcours. Erstmals gab es einen Wettbewerb für Frauen, was die Zahl der Wettbewerbe auf vier erhöhte.
Im Elite-Rennen der Männer setzte sich Lokalmatador Richard Groenendaal, der in Sint-Michielsgestel ansässig war, in der ersten Runde ab und gewann vor Heimpublikum. Der Belgier und Mitfavorit Sven Nys, der wie Groenendaal bei Rabobank engagiert war, beteiligte sich nicht an der Verfolgung, wofür er in Belgien stark kritisiert wurde. Im Folgejahr wurde auf Höhe der Ziellinie ein Stein ins Pflaster eingelassen, der an das Ereignis erinnert. Start- und Ziellinie waren auf der Papaverlaan, der Rest des Parcours in den Wäldern und Feldern im Südwesten des Orts.

## Ergebnisse

### Männer
| Platz | Land        | Sportler            |
| ----- | ----------- | ------------------- |
| 1     | Niederlande | Richard Groenendaal |
| 2     | Belgien     | Mario De Clercq     |
| 3     | Belgien     | Sven Nys            |

### Frauen
| Platz | Land           | Sportler             |
| ----- | -------------- | -------------------- |
| 1     | Deutschland    | Hanka Kupfernagel    |
| 2     | Großbritannien | Louise Robinson      |
| 3     | Niederlande    | Daphny van den Brand |

### Junioren
| Platz | Land               | Sportler        |
| ----- | ------------------ | --------------- |
| 1     | Belgien            | Bart Aernouts   |
| 2     | Vereinigte Staaten | Walker Ferguson |
| 3     | Tschechien         | David Kášek     |

### U 23
| Platz | Land    | Sportler      |
| ----- | ------- | ------------- |
| 1     | Belgien | Bart Wellens  |
| 2     | Belgien | Tom Vannoppen |
| 3     | Belgien | Davy Commeyne |